# Bhikkhu Analayo

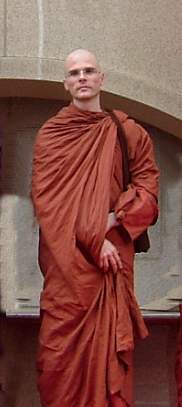
Bhikku Analayo

Bhikkhu Anālayo ist ein buddhistischer Mönch (bhikkhu), Gelehrter und Meditationslehrer. Er wurde 1962 in Deutschland geboren und trat 1995 in Sri Lanka in den Mönchsstand (Pabbajja). Er beschäftigt sich mit vergleichenden Studien zu den frühen buddhistischen Texten verschiedener Traditionen.

## Leben

### Mönchsleben
Bhikkhu Anālayo wurde 1990 in Thailand vorläufig ordiniert, nach einer Meditationszeit in Wat Suan Mokkh, dem Kloster des Mönchs Ajahn Buddhadasa. 1994 ging er nach Sri Lanka, wo er 1995 seine Gelübde (pabbajja) unter Balangoda Ananda Maitreya Thero erneuerte. Er erhielt seine Ordination (upasampada) 2007 in den Shwegyin-Nikaya-Orden (Teil des Amarapura Nikaya). Pemasiri Thera von Sumathipala Aranya war sein Acharya und Bhikkhu Bodhi war sein Hauptlehrer.

### Forschung und Lehre
Bhikkhu Anālayo verfasste 2000 eine Doktorarbeit zum Satipaṭṭhāna Sutta an der University of Peradeniya (singhalesisch පේරාදෙණිය විශ්ව විද්‍යාලය). Diese wurde später als Satipaṭṭhāna, the Direct Path to Realization (S. der direkte Weg zur Realisation) veröffentlicht. Während seiner Forschungen zu diesem Text entdeckte er interessante Unterschiede zwischen dem Text im Pali-Kanon und im Chinesischen Buddhistischen Kanon. Diese Entdeckung führte ihn zu einer Habilitation an der Universität Marburg, die er 2007 abschloss. Darin verglich er die Diskussionen des Majjhima-NikAya mit den Chinesischen, Buddhist Hybrid Sanskrit und Kanjur und Tanjur (Tibetischen Buddhistischen) Gegenstücken. 2013 veröffentlichte Anālayo die Perspectives on Satipaṭṭhāna, worin er aufbauend auf seinen früheren Arbeiten die parallelen Versionen des Satipaṭṭhāna-sutta untersucht und die meditativen Perspektiven beleuchtet, die daraus entstehen, wenn sie als Anleitungen zur Meditation ernst genommen werden.
Darüber hinaus hat Bhikkhu Anālayo zahlreiche Veröffentlichungen zum frühen Buddhismus gemacht. Gegenwärtig ist er der Herausgeber und einer der Übersetzer der ersten englischen Übersetzung der chinesischen Madhyama-āgama (Taishō 26), und hat eine integrale englische Übersetzung des chinesischen Saṃyukta-āgama (Taishō 99) angefertigt, parallel zum Pali Saṃyutta Nikāya.
Der Schwerpunkt von Anālayos akademischen Werken bleiben jedoch theoretische und praktische Aspekte der Meditation. Er hat auch mehrere Artikel zu Innensicht- und Absorptions-Meditation verfasst und die gegenwärtige Meditationspraxis mit den Traditionen der Quellen verglichen.
In den vergleichenden Studien der frühen buddhistischen Texte kommt immer wieder die historische Entwicklung des Bodhisattva-Ideals zur Sprache, sowie die Ursprünge des Abhidharma.
Anālayo gehörte auch zu den Vortragenden beim International Congress on Buddhist Women's Role in the Sangha wo er die Stellung zu Bhikkhunis (Nonnen) in frühen buddhistischen Texten erläuterte und die geschichte der Gründung der Frauenorden beleuchtete. Er ist ein Befürworter der Bhikkhuni-Ordination, was in der Theravada- und der tibetischen Tradition kontrovers ist.
Anālayo ist mittlerweile Professor des Zentrums für Buddhistische Studien an der Universität Hamburg, Mitbegründer der Āgama Research Group und Hauptmitarbeiter des Barre Center for Buddhist Studies.

## Werke
(In Auswahl)
- Der Direkte Weg der Achtsamkeit, Satipaṭṭhāna. Herrnschrot: Beyerlein & Steinschulte, 2010
  - (EN) Satipaṭṭhāna, the Direct Path to Realization. Windhorse Publications 2003. ISBN 978-1899579549
- From Craving to Liberation. Excursions into the Thought-world of the Pali Discourses, Vol. 1, Buddhist Association of the United States 2009.
- From Grasping to Emptiness. Excursions into the Thought-world of the Pali Discourses, Vol. 2 Buddhist Association of the United States 2010.
- The Genesis of the Bodhisattva Ideal. Hamburg University Press 2010.
- A Comparative Study of the Majjhima-nikāya. (Dharma Drum Buddhist College Research Series 3) Dharma Drum Publishing Corporation 2011.
- The Legality of Bhikkhunī Ordination. In: D. Keown, C. Prebish (hg.): Journal of Buddhist Ethics, Special 20th Anniversary Issue, 2013 vol. 20: 310–333. (nachgedruckt als Booklet mit Übersetzungen in Sinhala, Thai und Birmanisch: West Malaysia: Selangor Buddhist Vipassanā Meditation Society, 2013; and New York: Buddhist Association of the United States, 2014).
- Satipaṭṭhāna aus der Perspektive des frühen Buddhismus. Herrnschrot: Beyerlein & Steinschulte, 2018.
  - (EN) Perspectives on Satipaṭṭhāna. Birmingham: Windhorse Publications 2013. ISBN 978-1909314030
- Compassion and Emptiness in Early Buddhist Meditation. Birmingham: Windhorse Publications 2015 ISBN 978-1909314559
- The Foundation History of the Nuns’ Order. Bochum/Freiburg: Projektverlag 2016. ISBN 978-3-89733-387-1
- Early Buddhist Meditation Studies. (Vol. 1) Barre Center for Buddhist Studies 2017. ISBN 978-1540410504
- Mindfully Facing Disease and Death: Compassionate Advice from Early Buddhist Texts. Windhorse Publications 2017. ISBN 978-1909314726